# Mónaco en los Juegos Olímpicos de Londres 2012
Mónaco estuvo representado en los Juegos Olímpicos de Londres 2012 por seis deportistas, cinco hombres y una mujer, que compitieron en seis deportes.
La portadora de la bandera en la ceremonia de apertura fue la nadadora Angelique Trinquier. El equipo olímpico monegasco no obtuvo ninguna medalla en estos Juegos.